# Komunistična partija Kambodže
Komunistična partija Kambodže (CPK), znana tudi kot Kmerska komunistična partija, je bila komunistična stranka v Kambodži. Partijo je vodil Pol Pot, komunisti, oz. člani njegove partije pa so bili splošno znani kot Rdeči Kmeri. Stranka, ki je bila prvotno ustanovljena leta 1951, je bila zaradi kitajsko-sovjetskega razcepa razdeljena na prokitajske in prosovjetske frakcije, pri čemer je bila prva frakcija Pol Pot, druga pa je sprejela bolj revizionistični pristop k marksizmu. Kot taka je zahtevala 30. september 1960 kot datum ustanovitve, nato pa kot Delavsko stranko Kampučije, preden se je leta 1966 preimenovala v Komunistično partijo.
Stranka je bila večino svojega obstoja v opoziciji in je aprila 1975 prevzela oblast v državi ter ustanovila državo, znano kot Demokratična Kampučija. Partija je izgubila oblast leta 1979 z ustanovitvijo Ljudske republike Kampučije s strani ljudstva, ki so bili nezadovoljni z Pol Potovim režimom in s posredovanjem vietnamskih vojaških sil po kambodškem genocidu. Partija je uradno razpadla konec leta 1981. 